# Led Zeppelin IV
El quart àlbum de la banda de rock anglesa Led Zeppelin no té títol, encara que per la inèrcia dels tres àlbums anteriors (Led Zeppelin, Led Zeppelin II i Led Zeppelin III) se'l sol anomenar Led Zeppelin IV. Va ser publicat el 8 de novembre de 1971 sota el segell discogràfic Atlantic Records i amb el guitarrista de la banda Jimmy Page com a productor. S'enregistrà entre els mesos de desembre de 1970 i març de 1971 a diversos llocs, sobretot a la casa victoriana Headley Grange (al Sud-est d'Anglaterra).
Jimmy Page va decidir que, en vista de les crítiques tèbies que havia rebut Led Zeppelin III, el quart àlbum no tendria títol de forma oficial. A la part interior de l'embolcall del disc hi figuren els símbols ; cada un d'ells representa un dels membres del grup. En conseqüència, l'àlbum adoptà alguns sobrenoms com Four Symbols («Quatre Símbols»), Runes («Runes») o ZoSo (en referència al primer símbol dels quatre, el de Page). De fet, a la portada de l'àlbum tan sols no hi apareix el nom del grup, a fi de no ser encasellats per la premsa ràpidament. La portada és el dibuix d'una paret mal empaperada a la qual hi ha penjat el quadre d'un ermità; per mor d'això, també rebia el sobrenom The Hermit («L'Ermità»).
Led Zeppelin IV va ser un èxit total, tant comercialment com críticament. Moltes de les cançons més populars de Led Zeppelin, com ara «Black Dog», «Rock and Roll», «Going to California» i l'emblemàtica «Stairway to Heaven», són part d'aquest àlbum. El disc és un dels més venuts de la història, amb 37 milions d'unitats, i ha rebut el certificat de platí 23 vegades. Sovint l'àlbum ha format part de llistats dels millors àlbums de rock, en els quals hi sol assolir bones posicions.

## Llista de cançons
| 1. | «Black Dog»              | John Paul Jones, Jimmy Page, Robert Plant | 4:54 |
| 2. | «Rock and Roll»          | John Bonham, Jones, Page, Plant           | 3:40 |
| 3. | «The Battle of Evermore» | Page, Plant                               | 5:51 |
| 4. | «Stairway to Heaven»     | Page, Plant                               | 8:02 |

| 5. | «Misty Mountain Hop»    | Jones, Page, Plant                         | 4:38 |
| 6. | «Four Sticks»           | Page, Plant                                | 4:44 |
| 7. | «Going to California»   | Page, Plant                                | 3:31 |
| 8. | «When the Levee Breaks» | Bonham, Jones, Memphis Minnie, Page, Plant | 7:07 |

## Personal
Led Zeppelin
- John Bonham – bateria
- John Paul Jones – baix elèctric, piano elèctric, mellotron, mandolina a «Going to California», flauta dolça, EMS VCS 3, guitarra acústica a «The Battle of Evermore»
- Jimmy Page – guitarres elèctrica i acústica, mandolina a «The Battle of Evermore», producció, masterització, remasterització
- Robert Plant – primeres i segones veus, pandereta, harmònica a «When the Levee Breaks»

Músics addicionals
- Sandy Denny – veu a «The Battle of Evermore»
- Ian Stewart – piano a «Rock and Roll»[3]

Producció
- Barrington Colby M.O.M. – il·lustració de la portada
- George Chkiantz – mescles
- Peter Grant – producció delegada
- Graphreaks – coordinació de disseny
- Andy Johns – enginyeria de so, mescles
- Joe Sidore – masterització (Compact Disc 1984)
- George Marino – remasterització (re-publicació Compact Disc 1990)